# Escuba
Escuba ist eine kleine Felseninsel vulkanischen Ursprungs im östlichen Pazifischen Ozean, eine Nebeninsel von Malpelo, die zu Kolumbien gehört.
Escuba ist etwa 85 Meter lang und 30 Meter breit und in Südsüdwest-Nordnordost-Richtung ausgerichtet. Ihre Fläche beträgt ca. 0,2 Hektar, das ist weniger als ein Vierhundertstel der Fläche von Malpelo. Die Hauptinsel liegt etwa 470 m nördlich von Escuba, ihr Nordende knapp unter zwei Kilometer nordöstlich. Direkt südlich davon liegen die Inseln Salomon, Saul und David, von denen David und Saul kleiner als Escuba sind, während Salomon um etwas mehr als die Hälfte größer ist. David, die südlichste, liegt noch etwa 310 m nördlich von Escuba. 230 m östlich von Escuba liegt La Gringa, das etwa dreimal so groß ist. Escuba erstreckt sich aber etwa 33 m weiter nach Süden. Knapp 100 Meter südlich van La Gringa und weiter südlich als Escuba liegt noch das Riff La Ferretería. Es hat aber keine Landmasse.
Der südlichste Punkt Escubas auf 3° 59′ 35″ N, 81° 36′ 50″ W ist das südlichste Land, das noch zu Nordamerika gezählt werden kann. Wegen der politischen Zugehörigkeit zu Kolumbien wird Malpelo meist zu Südamerika gerechnet, tatsächlich liegt es aber genau 20 km näher an Panama als an Kolumbien; das nächstgelegene Land ist die Isla Jicarita. Das nordamerikanische Festland liegt zwölf Kilometer näher als das südamerikanische. Da Malpelo nicht auf der südamerikanischen Platte, sondern auf der Cocosplatte liegt, ist die Zuordnung zu Südamerika geografisch anfechtbar. Will man Malpelo trotzdem zu Südamerika oder zu keinem Kontinent zählen, wäre der südlichste Punkt Nordamerikas entweder der South Point der Kokosinsel oder die Südspitze der erwähnten Isla Jicarita in Panama.
Als Teil des Naturreservats Malpelo ist Escuba Weltnaturerbe.

## Weblink
- Malpelo Island - Kolumbien, Tauchertraum: Beschreibung Malpelos mit Luftbild; Escuba als „Scuba“ eingezeichnet

## Einzelnachweis
1. ↑  Sämtliche Streckenangaben stammen von OpenStreetMap.